# 醇的氧化反应

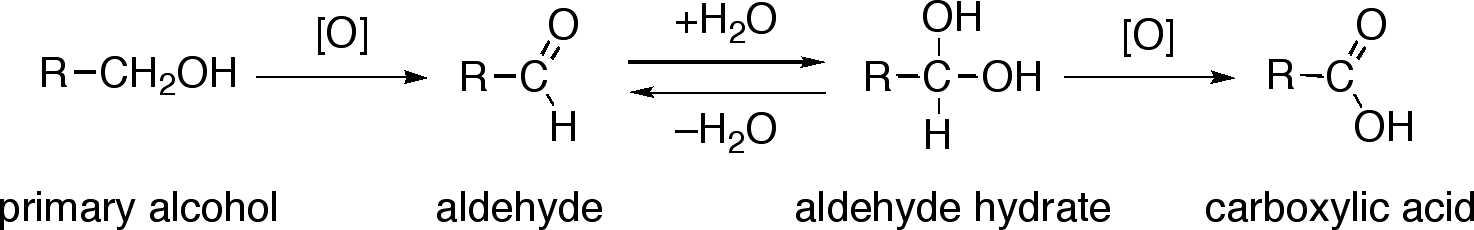
伯醇通过醛和醛的水合物氧化至羧酸的反应机理

## 醇的分級與氧化反應
醇的氧化反应是一类重要的有机反应。其中，
- 一級醇（R-CH2-OH）可被氧化为醛（R-CHO）或羧酸（R-CO2H）；
- 二級醇（R1R2CH-OH）通常最后氧化为酮（R1R2C=O）的形式，因為酮無法進一步氧化為羧酸；
- 三級醇（R1R2R3C-OH）则通常难于发生氧化反应[1]。

直接氧化伯醇至羧酸通常要经过相应的醛的阶段，也就是在继续氧化为羧酸前，与水先反应形成醛的水合物（R-CH(OH)2）。

## 氧化成醛

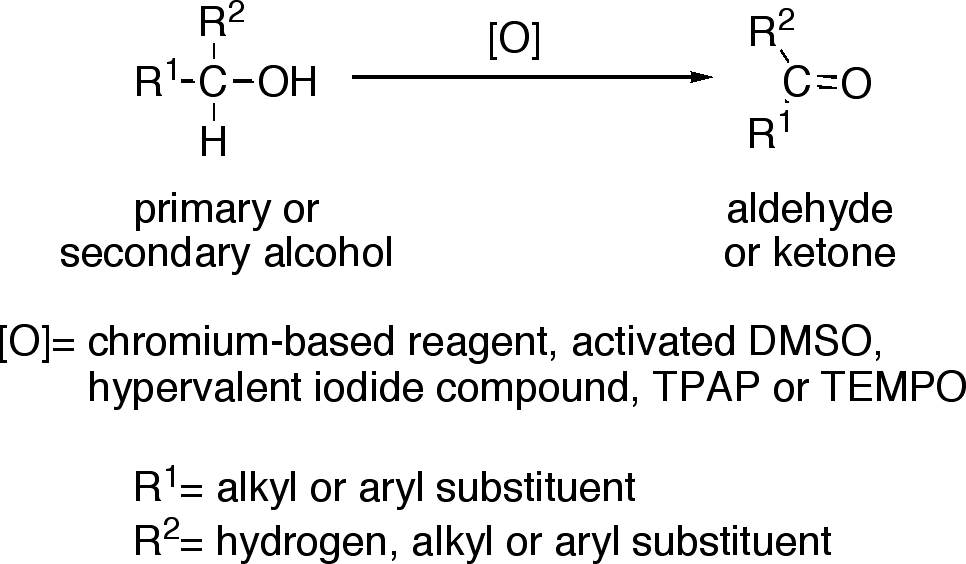
醇氧化为醛或酮

用于氧化伯醇至醛类的氧化剂，对于氧化仲醇至酮类同样适用：
- 铬类氧化剂，如：Collins试剂（CrO3·Py2），PDC或PCC。
- 活化的DMSO，可从DMSO与亲电试剂反应获得，如：草酰氯（斯文氧化反应），碳二亚胺（普菲茨纳－莫法特氧化反应，或SO3·Py络合物（Parikh–Doering氧化反应）。
- 高价态碘化合物，如：Dess-Martin氧化剂或2-碘酰基苯甲酸。
- 催化的TPAP与过量的NMO协同氧化（Ley氧化）。
- 催化的TEMPO与过量的漂白剂（次氯酸钠，Anelli氧化）.
- 烯丙基或苄基醇可使用特定的选择性氧化剂如：二氧化锰 （MnO2）进行氧化。

## 氧化成酮
一级醇（伯醇）可以被氧化为醛。
二级醇（仲醇）可被许多氧化剂氧化为酮，但通常不能被氧化成醛，如：三氧化铬（CrO3）的硫酸溶液（琼斯试剂），或在异丙醇铝条件下，使用丙酮作为氧化剂（沃氏氧化反应）。
三级醇（叔醇）既不可被氧化为醛又不可被氧化为酮。

## 氧化成羧酸

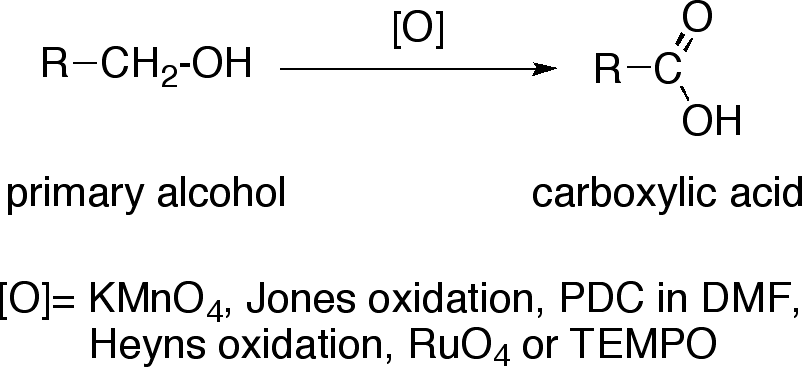
氧化伯醇至羧酸

直接氧化伯醇至羧酸可通过如下方法：
- 高锰酸钾 （KMnO4）
- 琼斯氧化反应
- PDC的2,5-二甲基呋喃溶液
- Heyns氧化
- 四氧化钌 （RuO4）
- TEMPO

## 二醇的氧化

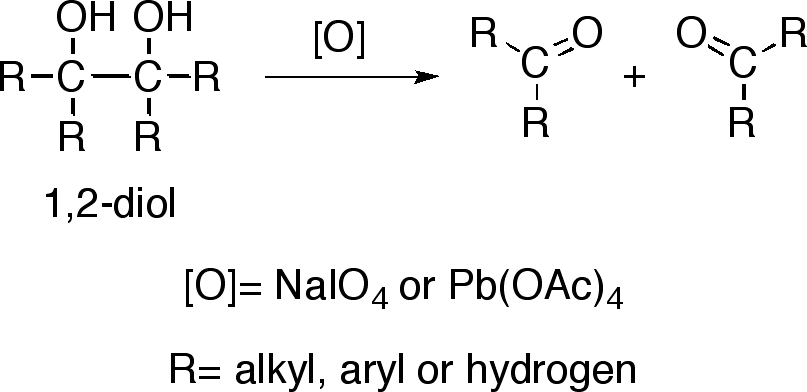
將1,2-二醇中的碳－碳键氧化

在两个相邻的碳原子上连有两个羟基的醇类，称为1,2-二醇。这类醇可在特殊的氧化剂条件下，如：高碘酸钠（NaIO4）或四乙酸铅（Pb（OAc）将碳－碳键氧化成两个羰基，若长链分子则得到两个化合物；若环状分子则得到一个双羰基化合物。这就是俗称的：乙二醇裂解反应